# Louis-Charles Mahé de La Bourdonnais
Louis-Charles Mahé de La Bourdonnais (nebo Labourdonnais, asi 1797, Réunion - 13. prosince 1840, Londýn) byl francouzský šachový mistr. Proslavil se sérií šesti zápasů s Alexanderem McDonnellem roku 1834, z nichž čtyři vyhrál a dva prohrál. Tím si získal pověst nejsilnějšího hráče Evropy (a prakticky i světa) své doby. Napsal knihu Nouveau Traité du jeu des échecs (Nové pojednání o šachové hře, Paříž 1833), která jako první na světě obsahuje návod, jak studovat šachy z knih a jak v mysli propočítávat šachové varianty., a roku 1836 založil první šachový časopis světa, Le Palamède, který redigoval až do roku 1839.

## Život
Louis Charles de La Bourdonnais pocházel ze staré šlechtické rodiny a narodil se na francouzském ostrově Réunion, kde byl jeho dědeček guvernérem. Do Paříže přesídlil roku 1814 a roku 1818 se stal šachovým profesionálem v Café de la Régence, kde měl vlastní šachový stůl. Zde hrál dvanáct hodin denně, sedm dnů v týdnu. Roku 1820 se stal žákem Alexandra Deschapellese, který měl v té době pověst nejlepšího světového hráče.
Roku 1821 uspořádal Deschapelles v Saint-Cloud nedaleko Paříže turnaj, kterého se kromě obou francouzských hráčů zúčastnil ještě skotský hráč John Cochrane. Dle svého zvyku poskytl Deschapelles oběma svým soupeřům výhodu, tentokrát to byl pěšec na sloupci f a dva tahy. La Bourdonnais turnaj vyhrál, když Cochrana porazil 7:0 a Deschapellese 6:1. Deschapelles pak veřejně prohlásil La Bourdonnaise za svého nástupce.
|   | a | b | c | d | e | f | g | h |   |
| 8 | d8 černý střelec · g8 černý věž · h8 černý král · d7 bílý pěšec · g7 černý pěšec · h7 černý pěšec · a5 černý pěšec · c3 bílý dáma · a2 bílý pěšec · d2 černý pěšec · e2 černý pěšec · f2 černý pěšec · g2 bílý pěšec · h2 bílý pěšec · d1 bílý věž · h1 bílý král | d8 černý střelec · g8 černý věž · h8 černý král · d7 bílý pěšec · g7 černý pěšec · h7 černý pěšec · a5 černý pěšec · c3 bílý dáma · a2 bílý pěšec · d2 černý pěšec · e2 černý pěšec · f2 černý pěšec · g2 bílý pěšec · h2 bílý pěšec · d1 bílý věž · h1 bílý král | d8 černý střelec · g8 černý věž · h8 černý král · d7 bílý pěšec · g7 černý pěšec · h7 černý pěšec · a5 černý pěšec · c3 bílý dáma · a2 bílý pěšec · d2 černý pěšec · e2 černý pěšec · f2 černý pěšec · g2 bílý pěšec · h2 bílý pěšec · d1 bílý věž · h1 bílý král | d8 černý střelec · g8 černý věž · h8 černý král · d7 bílý pěšec · g7 černý pěšec · h7 černý pěšec · a5 černý pěšec · c3 bílý dáma · a2 bílý pěšec · d2 černý pěšec · e2 černý pěšec · f2 černý pěšec · g2 bílý pěšec · h2 bílý pěšec · d1 bílý věž · h1 bílý král | d8 černý střelec · g8 černý věž · h8 černý král · d7 bílý pěšec · g7 černý pěšec · h7 černý pěšec · a5 černý pěšec · c3 bílý dáma · a2 bílý pěšec · d2 černý pěšec · e2 černý pěšec · f2 černý pěšec · g2 bílý pěšec · h2 bílý pěšec · d1 bílý věž · h1 bílý král | d8 černý střelec · g8 černý věž · h8 černý král · d7 bílý pěšec · g7 černý pěšec · h7 černý pěšec · a5 černý pěšec · c3 bílý dáma · a2 bílý pěšec · d2 černý pěšec · e2 černý pěšec · f2 černý pěšec · g2 bílý pěšec · h2 bílý pěšec · d1 bílý věž · h1 bílý král | d8 černý střelec · g8 černý věž · h8 černý král · d7 bílý pěšec · g7 černý pěšec · h7 černý pěšec · a5 černý pěšec · c3 bílý dáma · a2 bílý pěšec · d2 černý pěšec · e2 černý pěšec · f2 černý pěšec · g2 bílý pěšec · h2 bílý pěšec · d1 bílý věž · h1 bílý král | d8 černý střelec · g8 černý věž · h8 černý král · d7 bílý pěšec · g7 černý pěšec · h7 černý pěšec · a5 černý pěšec · c3 bílý dáma · a2 bílý pěšec · d2 černý pěšec · e2 černý pěšec · f2 černý pěšec · g2 bílý pěšec · h2 bílý pěšec · d1 bílý věž · h1 bílý král | 8 |
| 7 | d8 černý střelec · g8 černý věž · h8 černý král · d7 bílý pěšec · g7 černý pěšec · h7 černý pěšec · a5 černý pěšec · c3 bílý dáma · a2 bílý pěšec · d2 černý pěšec · e2 černý pěšec · f2 černý pěšec · g2 bílý pěšec · h2 bílý pěšec · d1 bílý věž · h1 bílý král | d8 černý střelec · g8 černý věž · h8 černý král · d7 bílý pěšec · g7 černý pěšec · h7 černý pěšec · a5 černý pěšec · c3 bílý dáma · a2 bílý pěšec · d2 černý pěšec · e2 černý pěšec · f2 černý pěšec · g2 bílý pěšec · h2 bílý pěšec · d1 bílý věž · h1 bílý král | d8 černý střelec · g8 černý věž · h8 černý král · d7 bílý pěšec · g7 černý pěšec · h7 černý pěšec · a5 černý pěšec · c3 bílý dáma · a2 bílý pěšec · d2 černý pěšec · e2 černý pěšec · f2 černý pěšec · g2 bílý pěšec · h2 bílý pěšec · d1 bílý věž · h1 bílý král | d8 černý střelec · g8 černý věž · h8 černý král · d7 bílý pěšec · g7 černý pěšec · h7 černý pěšec · a5 černý pěšec · c3 bílý dáma · a2 bílý pěšec · d2 černý pěšec · e2 černý pěšec · f2 černý pěšec · g2 bílý pěšec · h2 bílý pěšec · d1 bílý věž · h1 bílý král | d8 černý střelec · g8 černý věž · h8 černý král · d7 bílý pěšec · g7 černý pěšec · h7 černý pěšec · a5 černý pěšec · c3 bílý dáma · a2 bílý pěšec · d2 černý pěšec · e2 černý pěšec · f2 černý pěšec · g2 bílý pěšec · h2 bílý pěšec · d1 bílý věž · h1 bílý král | d8 černý střelec · g8 černý věž · h8 černý král · d7 bílý pěšec · g7 černý pěšec · h7 černý pěšec · a5 černý pěšec · c3 bílý dáma · a2 bílý pěšec · d2 černý pěšec · e2 černý pěšec · f2 černý pěšec · g2 bílý pěšec · h2 bílý pěšec · d1 bílý věž · h1 bílý král | d8 černý střelec · g8 černý věž · h8 černý král · d7 bílý pěšec · g7 černý pěšec · h7 černý pěšec · a5 černý pěšec · c3 bílý dáma · a2 bílý pěšec · d2 černý pěšec · e2 černý pěšec · f2 černý pěšec · g2 bílý pěšec · h2 bílý pěšec · d1 bílý věž · h1 bílý král | d8 černý střelec · g8 černý věž · h8 černý král · d7 bílý pěšec · g7 černý pěšec · h7 černý pěšec · a5 černý pěšec · c3 bílý dáma · a2 bílý pěšec · d2 černý pěšec · e2 černý pěšec · f2 černý pěšec · g2 bílý pěšec · h2 bílý pěšec · d1 bílý věž · h1 bílý král | 7 |
| 6 | d8 černý střelec · g8 černý věž · h8 černý král · d7 bílý pěšec · g7 černý pěšec · h7 černý pěšec · a5 černý pěšec · c3 bílý dáma · a2 bílý pěšec · d2 černý pěšec · e2 černý pěšec · f2 černý pěšec · g2 bílý pěšec · h2 bílý pěšec · d1 bílý věž · h1 bílý král | d8 černý střelec · g8 černý věž · h8 černý král · d7 bílý pěšec · g7 černý pěšec · h7 černý pěšec · a5 černý pěšec · c3 bílý dáma · a2 bílý pěšec · d2 černý pěšec · e2 černý pěšec · f2 černý pěšec · g2 bílý pěšec · h2 bílý pěšec · d1 bílý věž · h1 bílý král | d8 černý střelec · g8 černý věž · h8 černý král · d7 bílý pěšec · g7 černý pěšec · h7 černý pěšec · a5 černý pěšec · c3 bílý dáma · a2 bílý pěšec · d2 černý pěšec · e2 černý pěšec · f2 černý pěšec · g2 bílý pěšec · h2 bílý pěšec · d1 bílý věž · h1 bílý král | d8 černý střelec · g8 černý věž · h8 černý král · d7 bílý pěšec · g7 černý pěšec · h7 černý pěšec · a5 černý pěšec · c3 bílý dáma · a2 bílý pěšec · d2 černý pěšec · e2 černý pěšec · f2 černý pěšec · g2 bílý pěšec · h2 bílý pěšec · d1 bílý věž · h1 bílý král | d8 černý střelec · g8 černý věž · h8 černý král · d7 bílý pěšec · g7 černý pěšec · h7 černý pěšec · a5 černý pěšec · c3 bílý dáma · a2 bílý pěšec · d2 černý pěšec · e2 černý pěšec · f2 černý pěšec · g2 bílý pěšec · h2 bílý pěšec · d1 bílý věž · h1 bílý král | d8 černý střelec · g8 černý věž · h8 černý král · d7 bílý pěšec · g7 černý pěšec · h7 černý pěšec · a5 černý pěšec · c3 bílý dáma · a2 bílý pěšec · d2 černý pěšec · e2 černý pěšec · f2 černý pěšec · g2 bílý pěšec · h2 bílý pěšec · d1 bílý věž · h1 bílý král | d8 černý střelec · g8 černý věž · h8 černý král · d7 bílý pěšec · g7 černý pěšec · h7 černý pěšec · a5 černý pěšec · c3 bílý dáma · a2 bílý pěšec · d2 černý pěšec · e2 černý pěšec · f2 černý pěšec · g2 bílý pěšec · h2 bílý pěšec · d1 bílý věž · h1 bílý král | d8 černý střelec · g8 černý věž · h8 černý král · d7 bílý pěšec · g7 černý pěšec · h7 černý pěšec · a5 černý pěšec · c3 bílý dáma · a2 bílý pěšec · d2 černý pěšec · e2 černý pěšec · f2 černý pěšec · g2 bílý pěšec · h2 bílý pěšec · d1 bílý věž · h1 bílý král | 6 |
| 5 | d8 černý střelec · g8 černý věž · h8 černý král · d7 bílý pěšec · g7 černý pěšec · h7 černý pěšec · a5 černý pěšec · c3 bílý dáma · a2 bílý pěšec · d2 černý pěšec · e2 černý pěšec · f2 černý pěšec · g2 bílý pěšec · h2 bílý pěšec · d1 bílý věž · h1 bílý král | d8 černý střelec · g8 černý věž · h8 černý král · d7 bílý pěšec · g7 černý pěšec · h7 černý pěšec · a5 černý pěšec · c3 bílý dáma · a2 bílý pěšec · d2 černý pěšec · e2 černý pěšec · f2 černý pěšec · g2 bílý pěšec · h2 bílý pěšec · d1 bílý věž · h1 bílý král | d8 černý střelec · g8 černý věž · h8 černý král · d7 bílý pěšec · g7 černý pěšec · h7 černý pěšec · a5 černý pěšec · c3 bílý dáma · a2 bílý pěšec · d2 černý pěšec · e2 černý pěšec · f2 černý pěšec · g2 bílý pěšec · h2 bílý pěšec · d1 bílý věž · h1 bílý král | d8 černý střelec · g8 černý věž · h8 černý král · d7 bílý pěšec · g7 černý pěšec · h7 černý pěšec · a5 černý pěšec · c3 bílý dáma · a2 bílý pěšec · d2 černý pěšec · e2 černý pěšec · f2 černý pěšec · g2 bílý pěšec · h2 bílý pěšec · d1 bílý věž · h1 bílý král | d8 černý střelec · g8 černý věž · h8 černý král · d7 bílý pěšec · g7 černý pěšec · h7 černý pěšec · a5 černý pěšec · c3 bílý dáma · a2 bílý pěšec · d2 černý pěšec · e2 černý pěšec · f2 černý pěšec · g2 bílý pěšec · h2 bílý pěšec · d1 bílý věž · h1 bílý král | d8 černý střelec · g8 černý věž · h8 černý král · d7 bílý pěšec · g7 černý pěšec · h7 černý pěšec · a5 černý pěšec · c3 bílý dáma · a2 bílý pěšec · d2 černý pěšec · e2 černý pěšec · f2 černý pěšec · g2 bílý pěšec · h2 bílý pěšec · d1 bílý věž · h1 bílý král | d8 černý střelec · g8 černý věž · h8 černý král · d7 bílý pěšec · g7 černý pěšec · h7 černý pěšec · a5 černý pěšec · c3 bílý dáma · a2 bílý pěšec · d2 černý pěšec · e2 černý pěšec · f2 černý pěšec · g2 bílý pěšec · h2 bílý pěšec · d1 bílý věž · h1 bílý král | d8 černý střelec · g8 černý věž · h8 černý král · d7 bílý pěšec · g7 černý pěšec · h7 černý pěšec · a5 černý pěšec · c3 bílý dáma · a2 bílý pěšec · d2 černý pěšec · e2 černý pěšec · f2 černý pěšec · g2 bílý pěšec · h2 bílý pěšec · d1 bílý věž · h1 bílý král | 5 |
| 4 | d8 černý střelec · g8 černý věž · h8 černý král · d7 bílý pěšec · g7 černý pěšec · h7 černý pěšec · a5 černý pěšec · c3 bílý dáma · a2 bílý pěšec · d2 černý pěšec · e2 černý pěšec · f2 černý pěšec · g2 bílý pěšec · h2 bílý pěšec · d1 bílý věž · h1 bílý král | d8 černý střelec · g8 černý věž · h8 černý král · d7 bílý pěšec · g7 černý pěšec · h7 černý pěšec · a5 černý pěšec · c3 bílý dáma · a2 bílý pěšec · d2 černý pěšec · e2 černý pěšec · f2 černý pěšec · g2 bílý pěšec · h2 bílý pěšec · d1 bílý věž · h1 bílý král | d8 černý střelec · g8 černý věž · h8 černý král · d7 bílý pěšec · g7 černý pěšec · h7 černý pěšec · a5 černý pěšec · c3 bílý dáma · a2 bílý pěšec · d2 černý pěšec · e2 černý pěšec · f2 černý pěšec · g2 bílý pěšec · h2 bílý pěšec · d1 bílý věž · h1 bílý král | d8 černý střelec · g8 černý věž · h8 černý král · d7 bílý pěšec · g7 černý pěšec · h7 černý pěšec · a5 černý pěšec · c3 bílý dáma · a2 bílý pěšec · d2 černý pěšec · e2 černý pěšec · f2 černý pěšec · g2 bílý pěšec · h2 bílý pěšec · d1 bílý věž · h1 bílý král | d8 černý střelec · g8 černý věž · h8 černý král · d7 bílý pěšec · g7 černý pěšec · h7 černý pěšec · a5 černý pěšec · c3 bílý dáma · a2 bílý pěšec · d2 černý pěšec · e2 černý pěšec · f2 černý pěšec · g2 bílý pěšec · h2 bílý pěšec · d1 bílý věž · h1 bílý král | d8 černý střelec · g8 černý věž · h8 černý král · d7 bílý pěšec · g7 černý pěšec · h7 černý pěšec · a5 černý pěšec · c3 bílý dáma · a2 bílý pěšec · d2 černý pěšec · e2 černý pěšec · f2 černý pěšec · g2 bílý pěšec · h2 bílý pěšec · d1 bílý věž · h1 bílý král | d8 černý střelec · g8 černý věž · h8 černý král · d7 bílý pěšec · g7 černý pěšec · h7 černý pěšec · a5 černý pěšec · c3 bílý dáma · a2 bílý pěšec · d2 černý pěšec · e2 černý pěšec · f2 černý pěšec · g2 bílý pěšec · h2 bílý pěšec · d1 bílý věž · h1 bílý král | d8 černý střelec · g8 černý věž · h8 černý král · d7 bílý pěšec · g7 černý pěšec · h7 černý pěšec · a5 černý pěšec · c3 bílý dáma · a2 bílý pěšec · d2 černý pěšec · e2 černý pěšec · f2 černý pěšec · g2 bílý pěšec · h2 bílý pěšec · d1 bílý věž · h1 bílý král | 4 |
| 3 | d8 černý střelec · g8 černý věž · h8 černý král · d7 bílý pěšec · g7 černý pěšec · h7 černý pěšec · a5 černý pěšec · c3 bílý dáma · a2 bílý pěšec · d2 černý pěšec · e2 černý pěšec · f2 černý pěšec · g2 bílý pěšec · h2 bílý pěšec · d1 bílý věž · h1 bílý král | d8 černý střelec · g8 černý věž · h8 černý král · d7 bílý pěšec · g7 černý pěšec · h7 černý pěšec · a5 černý pěšec · c3 bílý dáma · a2 bílý pěšec · d2 černý pěšec · e2 černý pěšec · f2 černý pěšec · g2 bílý pěšec · h2 bílý pěšec · d1 bílý věž · h1 bílý král | d8 černý střelec · g8 černý věž · h8 černý král · d7 bílý pěšec · g7 černý pěšec · h7 černý pěšec · a5 černý pěšec · c3 bílý dáma · a2 bílý pěšec · d2 černý pěšec · e2 černý pěšec · f2 černý pěšec · g2 bílý pěšec · h2 bílý pěšec · d1 bílý věž · h1 bílý král | d8 černý střelec · g8 černý věž · h8 černý král · d7 bílý pěšec · g7 černý pěšec · h7 černý pěšec · a5 černý pěšec · c3 bílý dáma · a2 bílý pěšec · d2 černý pěšec · e2 černý pěšec · f2 černý pěšec · g2 bílý pěšec · h2 bílý pěšec · d1 bílý věž · h1 bílý král | d8 černý střelec · g8 černý věž · h8 černý král · d7 bílý pěšec · g7 černý pěšec · h7 černý pěšec · a5 černý pěšec · c3 bílý dáma · a2 bílý pěšec · d2 černý pěšec · e2 černý pěšec · f2 černý pěšec · g2 bílý pěšec · h2 bílý pěšec · d1 bílý věž · h1 bílý král | d8 černý střelec · g8 černý věž · h8 černý král · d7 bílý pěšec · g7 černý pěšec · h7 černý pěšec · a5 černý pěšec · c3 bílý dáma · a2 bílý pěšec · d2 černý pěšec · e2 černý pěšec · f2 černý pěšec · g2 bílý pěšec · h2 bílý pěšec · d1 bílý věž · h1 bílý král | d8 černý střelec · g8 černý věž · h8 černý král · d7 bílý pěšec · g7 černý pěšec · h7 černý pěšec · a5 černý pěšec · c3 bílý dáma · a2 bílý pěšec · d2 černý pěšec · e2 černý pěšec · f2 černý pěšec · g2 bílý pěšec · h2 bílý pěšec · d1 bílý věž · h1 bílý král | d8 černý střelec · g8 černý věž · h8 černý král · d7 bílý pěšec · g7 černý pěšec · h7 černý pěšec · a5 černý pěšec · c3 bílý dáma · a2 bílý pěšec · d2 černý pěšec · e2 černý pěšec · f2 černý pěšec · g2 bílý pěšec · h2 bílý pěšec · d1 bílý věž · h1 bílý král | 3 |
| 2 | d8 černý střelec · g8 černý věž · h8 černý král · d7 bílý pěšec · g7 černý pěšec · h7 černý pěšec · a5 černý pěšec · c3 bílý dáma · a2 bílý pěšec · d2 černý pěšec · e2 černý pěšec · f2 černý pěšec · g2 bílý pěšec · h2 bílý pěšec · d1 bílý věž · h1 bílý král | d8 černý střelec · g8 černý věž · h8 černý král · d7 bílý pěšec · g7 černý pěšec · h7 černý pěšec · a5 černý pěšec · c3 bílý dáma · a2 bílý pěšec · d2 černý pěšec · e2 černý pěšec · f2 černý pěšec · g2 bílý pěšec · h2 bílý pěšec · d1 bílý věž · h1 bílý král | d8 černý střelec · g8 černý věž · h8 černý král · d7 bílý pěšec · g7 černý pěšec · h7 černý pěšec · a5 černý pěšec · c3 bílý dáma · a2 bílý pěšec · d2 černý pěšec · e2 černý pěšec · f2 černý pěšec · g2 bílý pěšec · h2 bílý pěšec · d1 bílý věž · h1 bílý král | d8 černý střelec · g8 černý věž · h8 černý král · d7 bílý pěšec · g7 černý pěšec · h7 černý pěšec · a5 černý pěšec · c3 bílý dáma · a2 bílý pěšec · d2 černý pěšec · e2 černý pěšec · f2 černý pěšec · g2 bílý pěšec · h2 bílý pěšec · d1 bílý věž · h1 bílý král | d8 černý střelec · g8 černý věž · h8 černý král · d7 bílý pěšec · g7 černý pěšec · h7 černý pěšec · a5 černý pěšec · c3 bílý dáma · a2 bílý pěšec · d2 černý pěšec · e2 černý pěšec · f2 černý pěšec · g2 bílý pěšec · h2 bílý pěšec · d1 bílý věž · h1 bílý král | d8 černý střelec · g8 černý věž · h8 černý král · d7 bílý pěšec · g7 černý pěšec · h7 černý pěšec · a5 černý pěšec · c3 bílý dáma · a2 bílý pěšec · d2 černý pěšec · e2 černý pěšec · f2 černý pěšec · g2 bílý pěšec · h2 bílý pěšec · d1 bílý věž · h1 bílý král | d8 černý střelec · g8 černý věž · h8 černý král · d7 bílý pěšec · g7 černý pěšec · h7 černý pěšec · a5 černý pěšec · c3 bílý dáma · a2 bílý pěšec · d2 černý pěšec · e2 černý pěšec · f2 černý pěšec · g2 bílý pěšec · h2 bílý pěšec · d1 bílý věž · h1 bílý král | d8 černý střelec · g8 černý věž · h8 černý král · d7 bílý pěšec · g7 černý pěšec · h7 černý pěšec · a5 černý pěšec · c3 bílý dáma · a2 bílý pěšec · d2 černý pěšec · e2 černý pěšec · f2 černý pěšec · g2 bílý pěšec · h2 bílý pěšec · d1 bílý věž · h1 bílý král | 2 |
| 1 | d8 černý střelec · g8 černý věž · h8 černý král · d7 bílý pěšec · g7 černý pěšec · h7 černý pěšec · a5 černý pěšec · c3 bílý dáma · a2 bílý pěšec · d2 černý pěšec · e2 černý pěšec · f2 černý pěšec · g2 bílý pěšec · h2 bílý pěšec · d1 bílý věž · h1 bílý král | d8 černý střelec · g8 černý věž · h8 černý král · d7 bílý pěšec · g7 černý pěšec · h7 černý pěšec · a5 černý pěšec · c3 bílý dáma · a2 bílý pěšec · d2 černý pěšec · e2 černý pěšec · f2 černý pěšec · g2 bílý pěšec · h2 bílý pěšec · d1 bílý věž · h1 bílý král | d8 černý střelec · g8 černý věž · h8 černý král · d7 bílý pěšec · g7 černý pěšec · h7 černý pěšec · a5 černý pěšec · c3 bílý dáma · a2 bílý pěšec · d2 černý pěšec · e2 černý pěšec · f2 černý pěšec · g2 bílý pěšec · h2 bílý pěšec · d1 bílý věž · h1 bílý král | d8 černý střelec · g8 černý věž · h8 černý král · d7 bílý pěšec · g7 černý pěšec · h7 černý pěšec · a5 černý pěšec · c3 bílý dáma · a2 bílý pěšec · d2 černý pěšec · e2 černý pěšec · f2 černý pěšec · g2 bílý pěšec · h2 bílý pěšec · d1 bílý věž · h1 bílý král | d8 černý střelec · g8 černý věž · h8 černý král · d7 bílý pěšec · g7 černý pěšec · h7 černý pěšec · a5 černý pěšec · c3 bílý dáma · a2 bílý pěšec · d2 černý pěšec · e2 černý pěšec · f2 černý pěšec · g2 bílý pěšec · h2 bílý pěšec · d1 bílý věž · h1 bílý král | d8 černý střelec · g8 černý věž · h8 černý král · d7 bílý pěšec · g7 černý pěšec · h7 černý pěšec · a5 černý pěšec · c3 bílý dáma · a2 bílý pěšec · d2 černý pěšec · e2 černý pěšec · f2 černý pěšec · g2 bílý pěšec · h2 bílý pěšec · d1 bílý věž · h1 bílý král | d8 černý střelec · g8 černý věž · h8 černý král · d7 bílý pěšec · g7 černý pěšec · h7 černý pěšec · a5 černý pěšec · c3 bílý dáma · a2 bílý pěšec · d2 černý pěšec · e2 černý pěšec · f2 černý pěšec · g2 bílý pěšec · h2 bílý pěšec · d1 bílý věž · h1 bílý král | d8 černý střelec · g8 černý věž · h8 černý král · d7 bílý pěšec · g7 černý pěšec · h7 černý pěšec · a5 černý pěšec · c3 bílý dáma · a2 bílý pěšec · d2 černý pěšec · e2 černý pěšec · f2 černý pěšec · g2 bílý pěšec · h2 bílý pěšec · d1 bílý věž · h1 bílý král | 1 |
|   | a | b | c | d | e | f | g | h |   |

Slávu La Borurdonnaisovi pak přineslo vítězství v několikaetapovém zápase s anglickým šachovým mistrem Alexanderem McDonnellem, nejsilnějším hráčem v Anglii té doby.
Zápas se odehrál roku 1834 v Londýně ve Westminsterském šachovém klubu (Westminster Chess Club) a trval přes čtyři měsíce. Začal v červnu a skončil po odehrání osmdesáti pěti partií až v říjnu (jde o nejdelší zápas v šachové historii). Hrálo se denně kromě nedělí, každá partie začala přesně v poledne a pokud neskončila do šesti (zcela výjimečně do sedmi) hodin, byla přerušena a pokračovalo se v ní příští den. Pro jednotlivé partie nebyl určen žádný časový limit a McDonnell pravidelně nad některými tahy přemýšlel i přes hodinu. Proto La Bourdonnais mezi tahy odcházel do vedlejší místnosti, kde hrál se zájemci rychlé šachové partie o finanční sázky a vydělal si tak peníze navíc.
Zápas mezi Labourdonnaisem a McDonnellem byl také první šachovou událostí v historii, kterou mohla veřejnost sledovat prostřednictvím tisku. Po skončení série byla pak dokonce vydána i kniha, obsahující vybrané partie zápasu, které obětavě zapsal letitý sekretář Westminsterského klubu William Greenwood Walker (zemřel roku 1834 bezprostředně po ukončení zápasu).
Celkového skóre 45:27 (=13) ve prospěch La Bourdonnaise bylo dosaženo v šesti kratších, bezprostředně po sobě následujících zápasech o nestejném počtu partií, nichž La Bourdonnais vyhrál první 16:5 (=4), třetí 6:5 (=1), čtvrtý 8:3 (=7) a pátý 7:4 (=1) a jeho soupeř druhý 5:4 a šestý rovněž 5:4. V partiích druhého zápasu, který La Bourdonnais prohrál, hrál McDonnell tzv. Evansův gambit, který jeho soupeř vůbec neznal. Výsledek šestého zápasu vyzněl sice také v McDonnellův prospěch, ale ve skutečnosti musela být celá série přerušena, protože obchodní záležitosti vyžadovaly La Bourdonnaisovu přítomnost v Paříži. La Bourdonnais chtěl v zápase pokračovat v roce 1835, ale McDonnell, který se prý maratónem partií velmi vyčerpal a oslabil, těžce onemocněl a zemřel.
Protože v roce 1831 přišel La Bourdonais ve finančních spekulacích o zděděný majetek, pracoval jako sekretář Pařížského šachového klubu. Když ten v roce 1839 ukončil svou činnost, zůstal La Bourdonnais zcela bez prostředků a musel prodávat své knihy, nábytek a dokonce i šaty. Odjel proto pracovat do Londýna, kde v roce 1840 zemřel. Pochován je nedaleko svého velkého soupeře McDonnella na hřbitově v Kensal Green. Pohřební výlohy zaplatil George Walker, jeden z organizátorů jeho zápasu s McDonnellem.

## Vybrané šachové partie
- Alexander McDonnell vs Louis-Charles Mahé de La Bourdonnais, 16, London 1834, Sicilian Defense: Old Sicilian. Open (B32), 0-1 Ukázka síly volných pěšců. Závěrečná pozice (viz diagram) je jednou z nejpodivuhodnějších v dějinách šachové hry.
- Louis-Charles Mahé de La Bourdonnais vs Alexander McDonnell, 3, London 1834, Queen's Gambit Accepted: Old Variation (D20), 1-0 La Bourdonnais trestá McDonnellův předčasný útok.